# Peter Phillips (escritor)
Peter Phillips (1920-2012) fue un escritor británico conocido por una serie de historias de ciencia ficción publicadas entre 1948 y 1958. Su historia más conocida es "Los sueños son sagrados" (1948), ejemplo temprano de historia de sueños compartidos propiciada por un dispositivo, como la conocida película "El origen" (2010). Phillips escribió otra historia de gran prestigio al año siguiente, "Maná". Esta otra historia trata sobre ciertos fantasmas de monjes medievales atrapados en un antiguo monasterio, que pueden beneficiarse de un superalimento enlatado moderno gracias a líneas temporales borrosas y participar en actividades poltergeist. Como muchas de las obras del autor, esta historia está escrita con mucho humor. Ambas historias han sido incluidas en antologías en numerosas ocasiones, la más reciente en 2019. 
Muchos creían que Phillips se había retirado de la escritura de ficción después de 1958.  Sin embargo, escribió su historia más larga, "Historia de un perro vagabundo", en 1980. Esta no se publicó en ese momento, en parte debido a su extensión, que con poco más de 22.000 palabras, era demasiado corta para publicarse como una novela corta independiente y demasiado larga para un cuento corto típico.  Durante mucho tiempo se creyó que el manuscrito de esta historia estaba perdido, pero fue redescubierto entre el considerable archivo de artículos y fotografías del autor a principios de abril de 2020.  Casi al mismo tiempo, también se descubrió otra historia más corta e inédita, Alice Where Art Thou . Se está preparando un volumen de los escritos recopilados de Peter Phillips, para incluir las historias recientemente redescubiertas (2020). 
Phillips creció en Ripon (Yorkshire) y estudió en la Ripon Grammar School. Trabajó como reportero en el Bournemouth Times y posteriormente en el Daily Herald como subdirector de la sección de artículos de fondo. Una de sus tareas en este puesto consistía en escribir reseñas de novela negra. Dejó el Herald a principios de los años sesenta, cuando se convirtió en The Sun. Vivió en Surbiton, Surrey (suroeste de Londres) durante la mayor parte de su vida adulta, pero se trasladó a Norwich, Norfolk, en 2005 para vivir con su hija mayor y su yerno, cuando su salud se debilitó. 

## Lista de historias publicadas
- No hay silencio para Maloeween (1948)
- El ramo de la muerte (1948)
- Los sueños son sagrados (1948)
- Maná (1949)
- P-Plus (1949)
- Cantidad desconocida (1949)
- Ella no rebotó (1950)
- Plagiador (1950)
- Encanto contrario (1951)
- Estudio de campo (1951)
- Sin costo adicional (1951)
- La que ríe (1952)
- Criterios (1952)
- Memoria perdida (1952)
- Lila (1953)
- Universidad (1953)
- Silvia (1953)
- La advertencia (1953)
- c/o Sr. Makepeace (1954)
- Primer hombre en la luna (1954)
- Agente de variedades (1956)
- Próxima parada en la luna (1958)

## Historias no publicadas (a abril de 2020)
- Alicia, ¿dónde estás? (Fecha incierta)
- Historia del perro peludo (1980)